# Schillerstraße (Weimar)

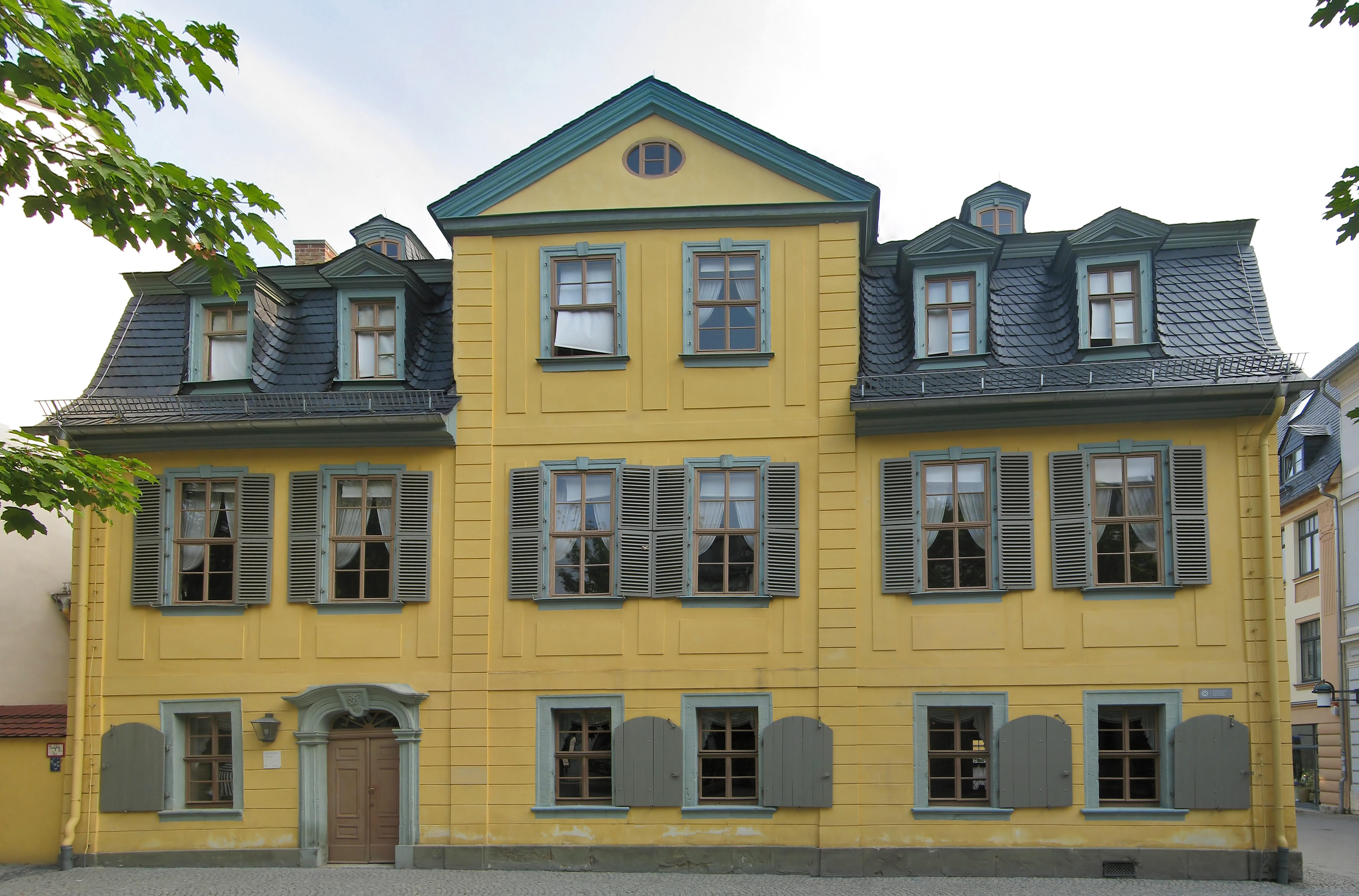
Schillers Wohnhaus in Weimar

Die Schillerstraße ist ein Straßenzug in der Altstadt von Weimar. 

## Lage
Sie verläuft von der Frauentorstraße bis zum Theaterplatz, wo sie auf das Wittumspalais trifft. Sie ist reine Fußgängerpromenade.

## Geschichte
Durch diese Straße lief ursprünglich die Weimarer Stadtbefestigung. Diese Straße war früher die Esplanade. Das letzte Wohnhaus Friedrich Schillers dort, das Schillerhaus (Schillerstraße 12), gab schließlich dieser Straße ihren Namen. Die Straße ist eine Fußgänger- und Geschäftsstraße mit zahlreichen Kaufhäusern. Angelegt wurde sie als öffentliche Promenade. Im Haus Schillerstraße Nr. 18. befand sich das Café Sperling, das zu DDR-Zeiten Cafe Esplanade hieß. Im 1. Geschoss des Gebäudes befindet sich die Galerie Hebecker. Im Nachbarhaus Schillerstraße 16 befindet sich das Weimarhaus.
Es befand sich an dieser einst das von Anton Georg Hauptmann errichtete Redoutenhaus, heute Schillerstraße 18. Markant ist auch der Gänsemännchenbrunnen.
In der Schillerstraße 2 befand sich einst das Textilkaufhaus Haar. Es war das die Modehandlung von Otto Haar, und 1870 von Max Haar gegründet wurde. Otto Haar errichtete 1896 ein Geschäftshaus für Damenmoden, Wäsche, Stoff etc. in der Schillerstraße 5a. Eine Gedenktafel am früheren Kaufhaus Haar in Weimar in der Schillerstraße erinnert an den Stifter Georg Haar und seine Frau sowie deren gemeinsames Schicksal. Seit 1990 gibt es die Stiftung Dr. Georg Haar. Es war nicht das einzige ehemalig jüdische Kaufhaus in der Schillerstraße. Zu nennen ist hierbei jenes Modehaus von Sachs & Berlowitz (Schillerstraße 17–19). Das ehemals im jüdischen Besitz befindliche Kaufhaus Sachs & Berlowitz in der Weimarer Schillerstraße 17–19 wurde im Nationalsozialismus arisiert. Es ist auch noch heute ein Geschäftshaus. Dieses 1911 errichtete Geschäftshaus war ein Textilgeschäftshaus, welches sich von 1924 bis 1938 im Besitz des Ehepaars Lucie und Israel Berlowitz befand. Zuvor war Rudolf Sachs Teilhaber. Im Zuge der Arisierung verlor die Familie fast ihr ganzes Vermögen. Vor dem Kaufhaus befinden sich Stolpersteine für die Familie Berlowitz. In dieser Straße Nr. 9 befindet sich eine der ältesten Buchhandlungen Deutschlands: Hoffmann’s Buchhandlung. In der Schillerstraße 16 befindet sich das Weimarhaus, ein privat geführtes Museum mit Wachsfiguren und Geräuschkulissen. In einem nicht mehr erhaltenen Haus (Schillerstraße 13) wohnte Johanna Schopenhauer und unterhielt einen literarischen Salon, bevor sie an den Theaterplatz 1 a umzog und diesen dann dort fortsetzte. Dieses Gebäude ist zum Teil noch erhalten.
Die Schillerstraße 13/15, gelegen zwischen Schillerstraße und Schützengasse, war jahrzehntelang ein Schandfleck der Weimarer Innenstadt. Nun ist sie förmlich als Hotel Schillerhof zu einem Juwel geworden. Bevor sie förmlich jahrzehntelangen Verfall preisgegeben war, war hier die Thüringische Buchhandlung. In der Schillerstraße nahe dem Theaterplatz befindet sich die Weltzeituhr. Die Schillerstraße ist mit der Windischenstraße über die Neugasse verbunden. In der Schillerstraße 11/11a befindet sich das Schillerkaufhaus, das größte Modekaufhaus der Stadt. Die Hausnummer 11 gibt es in der Schillerstraße auch da, worin sich die Gelateria Giancarlo befindet, da das Gebäude in das Konzept des Schillerkaufhauses einbezogen wurde und im benachbarten Gebäude Schillerstraße 11a, worin sich eine Filiale des Drogeriemarktes Douglas befindet.
Die Schillerstraße ist einer der Hauptorte des Weimarer Zwiebelmarktes.
Die Schillerstraße steht auf der Liste der Kulturdenkmale in Weimar (Sachgesamtheiten und Ensembles).